# 名古屋市交通局徳重車庫
徳重車庫（とくしげしゃこ）は、愛知県名古屋市緑区にある名古屋市交通局の車両基地である。名古屋市営地下鉄桜通線の車両基地として使用されている。

## 概要
桜通線唯一の本格的な車両基地で、名古屋市営地下鉄の地下式車庫は大幸車庫に次いで2例目となる。徳重駅の北側に隣接し、ヒルズウォーク徳重ガーデンズの下に位置する。
将来の6両編成化を考慮し、設計上は9編成54両の収容が可能だが、現在は9編成45両を収容している。主に車両留置を担っている。5本の留置線のほかに洗浄線1線とピット3線がある。なお2011年以降桜通線は当車庫の規模を大きく超える24編成120両体制のため車庫に収まりきらない車両は鶴舞線の日進工場のほか、太閤通駅、今池駅、桜山駅にある留置線に留め置かれる。また、この車庫で夜間滞泊を行わない車両も多い。
徳重駅より車庫へは、本線から一旦駅奥の留置線で折り返した後に引き上げ線に入り、もう一度折り返して引き込み線を通って入庫する。出庫は逆のルートとなる。車庫を構成する9本の線路は全て引き込み線から分岐している。そのため車庫内での車両入れ替えの際にも引き込み線まで一旦引き上げる必要がある。
当基地は、2011年（平成23年）3月27日、桜通線野並駅 - 徳重駅間の延伸開業と共に、新設された。同区間開業までは、通常の検査を中村区役所駅（現：太閤通駅）構内に暫定的に設置されていた中村区役所検車区で行っていたほか、丸の内駅の引上連絡線を利用し、鶴舞線の日進工場へ車両を自力回送し、同工場で車両の検査などを行っていた。当車庫の開設と同時に中村区役所検車区は、廃止されている。
ただし、当基地では大規模な検査はできないため、月検査と重要部検査や全般検査などは従来どおり、日進工場で行っている。